# Decoy (Album)
Decoy (englisch für Lockvogel) ist ein Album des Jazzmusikers Miles Davis, das im April 1984 veröffentlicht wurde.

## Hintergrund
Decoy war das erste Album seit 25 Jahren, das Davis auf eigenen Wunsch ohne Rückgriff auf Teo Macero produzierte. George Butler blieb Executive Producer; Robert Irving III wurde als Ko-Produzent aufgeführt und Vincent Wilburn, der Neffe von Davis, als associate producer.
Decoy besteht aus Aufnahmen aus dem Juni, Juli und September 1983: Neben zwei Funk-Jazz-Live-Mitschnitten von einem Auftritt in Montreal (What It Is und That's What Happened) wurden Studioproduktionen ausgewählt: Zwei von Robert Irving III komponierte Stücke, Robot 415 und Code M.D, sowie ein 12/8-Blues (That's Right, dem Davis eine Basslinie unterlegt hatte, die er mit Kurt Weill assoziierte) und zwei synthesizerlastigen Stücken. Die Idee war radiotaugliche Musik zu produzieren (ähnlich wie das kurz zuvor Herbie Hancock mit Rock-It gelungen war). Daher wurden, wie Davis sagte, „den Melodien Kleider übergezogen:“ Synthesizer-Akkorde, starke Basslinien, Overdubbing und Gegenstimmen. Als Berater wurde von Davis Gil Evans reaktiviert, auch wenn dieser sich nach Ansicht von Robert Irving III fehl am Platz fühlte, weil es seine Stärke als Arrangeur war, etwas von Anfang zu schaffen und nicht während der Aufnahmen Hinweise zu geben.
Einige Stücke wurden nicht mit sieben Musikern, sondern nur mit einem Trio (Robot 415) oder einem Quartett (Freaky Deaky) eingespielt. Auf den Live-Stücken, die im Sextett (ohne Robert Irving III) entstanden, spielt Bill Evans Sopransaxophon; für die Studioaufnahmen wurde er durch Branford Marsalis ersetzt. Als Urheber der Kompositionen auf der B-Seite wurden Miles Davis und John Scofield angegeben, wobei die Kompositionstechnik von Scofield wie folgt angegeben wurde:

„Gil (Evans) war wohl der überqualifizierteste Transkriptor der Welt, denn Miles ließ ihn Trompeten- und Gitarrensoli transkribieren, und dann spielten wir die transkribierten Teile der Soli als Themen.“

Durch die Überlagerung von Mitschnitten kommt es auf dem Stück „What It Is“ zu einem Trompetenduett.

## Titelliste
1. Decoy (Robert Irving III) – 8:33
2. Robot 415 (Miles Davis, Robert Irving III) – 1:09
3. Code M.D. (Robert Irving III) – 5:58
4. Freaky Deaky (Miles Davis) – 4:34
5. What It Is (Miles Davis, John Scofield) (Liveaufnahme beim Festival International de Jazz, Montreal, 1983) – 4:31
6. That's Right (Miles Davis, John Scofield) – 11:12
7. That's What Happened (Miles Davis, John Scofield) (Liveaufnahme beim Festival International de Jazz, Montreal, 1983) – 3:30

## Rezeption
Das Album wurde überwiegend schlecht bewertet. Francis Davis nannte das Album im Rolling Stone in einem Review von You’re Under Arrest „erbärmlich“ („wretched“). Decoy wurde aufgrund der uneinheitlichen Komposition der Albumtitel von Peter Niklas Wilson als „ein unausgewogenes, ein Stückwerk-Album“ bewertet.
Scott Yanow schrieb bei Allmusic, es handele sich um „eine ziemlich durchwachsene Zusammenstellung von Musik“:

“There are some moments of interest …, but it is doubtful if anyone will be reviving ‚Robot 415,‘ ‚Freaky Deaky,‘ or ‚Code M.D.‘ anytime soon.”

„Es gibt einige interessante Momente …, aber es ist zweifelhaft, ob jemand „Robot 415“, „Freaky Deaky“ oder „Code M.D.“ in absehbarer Zeit wieder spielen wird.“

Robert Christgau konnte Decoy bei allen Schwächen typischer Groove-Alben und trotz der Synthesizerfarben von Robert Irving III positive Seiten abgewinnen; es sei „ein verdammt gutes konventionelles Fusion-Album.“
Die Kritiker Richard Cook & Brian Morton verliehen dem Album in The Penguin Guide to Jazz 3½ Sterne (von vier); dennoch kritisieren sie „das harte, spröde und reizlose Klangbild“ der Platte; sie klinge so sehr programmiert, dass man den Eindruck habe, an manchen Stellen spiele nur einer oder gar keiner. Man müsse auch lang nach den flüchtigen Eindrücken dessen suchen, was Miles Davis so großartig gemacht hat, doch wenn sie kommen, „stehen sie in einer eintönigen elektronischen Klanglandschaft“.
Der Davis-Biograph Peter Wießmüller konnte dem Album mehr abgewinnen. „Meisterlich versteht es Miles, die scheinbar simple Strukturalität arrangierter Passagen, das Rufen und Antworten oder das kontrapunktisch angelgte Unisonospiel wechselnder Instrumentenkombinationen polytonal aufzulösen; mitunter klingt die Einbindung zweideutig dissonanter Cluster, die sich unaufhörlich an subdominanter Bluesphasierung reiben, so banal, daß deren eigentlich vertrackte Subtilität leicht überhört werden kann.“ Jedoch vermisst Wießmüller „jene Elemente, die jüngst die Faszination Davis'scher Liveauftritte ausmachten. starke chromatische Stufungen oder auch prägnante asymmetrische Phrasiologie; last but not least verzichtet Miles – nicht ohne den Hintergedanken, damit ein breites Publikum zu ködern, – auf überraschende Wendungen in der rhythmischen Grundlegung. Eine sinnliche Melange durch spontane Kommunikation findet nicht statt.“